# タブ (単位)
タブ (tub) は、かつてイギリスなどで使用されていた、容積、ないし、重量の単位。英語の「tub」には「桶」という意味がある。

## イギリスにおけるバター、チーズの単位
イギリスにおけるかつての商品販売に関する法令において、タブは、バター84ポンドに相当する容積と定義されていた。

### 定義
バターないしチーズ1タブ＝84ポンド

### 換算
1タブ＝1.5ファーキン ... 1 ファーキンは56ポンド

### メートル法への換算
1タブ = 84ポンド (38 kg)

## 他の品物における用法
オックスフォード英語辞典 (OED) は、上記以外の意味で用いられる単位としての「タブ (tub)」を複数挙例している
The Oxford English Dictionary has quotations illustrating other values of a "tub" as a unit:
- 茶（1706年の用例）：およそ60ポンド
- ヘンナ (camphire)（1706年の用例）：56ないし86ポンド
- 銀朱 (vermilion)（1706年の用例）：300ないし400ウェイト（英語版）（336ポンドから448ポンドに相当）
- 樟脳（1858年の用例）：120ダッチ・ポンド (Dutch lbs)[4]

カナダのニューファンドランド島では、石炭の1タブは100ポンドと定義されていたが、ニシン（ヘリング）では16英ガロン、塩では18英ガロンとされていた。